# Zug (bang)
Bang Zug (tiếng Đức Kanton Zugⓘ) là một trong 26 bang của Thụy Sĩ. Mười một thành phố tự trị là Zug, Oberägeri, Unterägeri, Menzingen, Baar, Cham, Hünenberg, Steinhausen, Risch, Walchwil, Neuheim.